# Diocesi di Torri di Numidia
La diocesi di Torri di Numidia (in latino Dioecesis Turrensis in Numidia) è una sede soppressa e sede titolare della Chiesa cattolica.

## Storia
Torri di Numidia, nel territorio di Annaba nell'odierna Algeria, è un'antica sede episcopale della provincia romana di Numidia.
A questa diocesi africana è attribuibile con certezza un solo vescovo, Samsucio, menzionato diverse volte nelle lettere di sant'Agostino tra il 395/396 ed il 13 giugno 407. A questa sede Mandouze assegna, con il beneficio del dubbio, anche il vescovo Massimino, che prese parte alla conferenza di Cartagine del 411 e che sottoscrisse la lettera sinodale del concilio di Zerta il 14 giugno 412: nel primo caso Massimino è menzionato come vescovo di Torre, ma senza ulteriori indicazioni geografiche; nel secondo caso invece non è indicata la sede di appartenenza del vescovo.
Sono da escludere dalla cronotassi di Torri di Numidia due vescovi: Vitale, indicato da Toulotte, che fu vescovo di Ucres; e Donato, assegnato da Morcelli, che fu invece vescovo di Torre di Proconsolare.
Dal 1933 Torri di Numidia è annoverata tra le sedi vescovili titolari della Chiesa cattolica; dal 13 aprile 2019 il vescovo titolare è Guillermo Teodoro Elías Millares, vescovo ausiliare di Lima e amministratore apostolico di Piura.

## Cronotassi

### Vescovi residenti
- Samsucio † (prima del 395/396 - dopo il 407)
- Massimino ? † (prima del 411 - dopo il 412)

### Vescovi titolari
- Gabriel-Marie Garrone † (5 marzo 1966 - 26 giugno 1967 nominato cardinale presbitero di Santa Sabina)
- Salvatore Di Salvo † (31 ottobre 1968 - 20 dicembre 1976 nominato vescovo di Nicosia)
- Martino Matronola, O.S.B. † (21 marzo 1977 - 20 maggio 1994 deceduto)
- Francisco de Paula Victor † (28 agosto 1996 - 21 novembre 2018 deceduto)
- Guillermo Teodoro Elías Millares, dal 13 aprile 2019